# Travis Banks
 (juin 2021).
Travis Bligh né le 15 février 1987 est un catcheur néo-zélandais plus connu sous le nom de Travis Banks. Il travaille actuellement dans le circuit indépendant britannique.

## Carrière

### What Culture Pro Wrestling / Defiant Wrestling (2016–...)
Lors de True Destiny, il perd contre Zack Sabre, Jr..
Lors du 24e épisode de Loaded, lui et Joe Coffey aident Joe Hendry à battre Alberto El Patrón.
Lors du classement anglais pour la WTCW Pro Wrestling World Cup, lui, BT Gunn, Joe Coffey, et Joe Hendry battent Bullet Club (Adam Cole, Matt Jackson et Nick Jackson) et Gabriel Kidd.
Lors de Defiant #5, il perd contre Austin Aries et ne remporte pas le Defiant Championship à la suite d'une distraction d'El Ligero et Joe Hendry.

### Progress Wrestling (2016–...)
Lors de Chapter 55, il bat Pete Dunne et remporte le PROGRESS World Championship.
Lors de Chapter 60, il conserve le titre contre Will Ospreay.
Le 8 avril 2018 lors de Wrestlemania Axxess, il conserve son titre contre le catcheur de NXT, No Way Jose. Le 24 juin 2018 lors de Chapter 72, il conserve son titre en battant Chuck Mambo.

### Revolution Pro Wrestling (2017-...)
Lors de RevPro Live At The Cockpit 19, ils conservent les titres contre War Machine (Hanson et Raymond Rowe).
Lors de RevPro/NJPW Global Wars 2017 - Tag 1, ils battent Chaos (Rocky Romero et Yoshi-Hashi).
Lors de RevPro Epic Encounter 2018, Lui et Chris Brookes perdent contre Suzuki-gun (Minoru Suzuki et Zack Sabre, Jr.) et ne remportent pas les RPW Undisputed British Tag Team Championship.

### World Wrestling Entertainment (2017; 2018-...)
Le 15 juin 2018 lors du premier tour du UK Tournament, il bat Ligero. Le 25 juin en quart de finale, il bat Ashton Smith, plus tard en demi finale, il bat Joe Coffey, en finale, il perd contre Zack Gibson.
Il est annoncé par Triple H que Banks fera partie de la nouvelle branche de développement NXT UK.
Le 5 décembre à NXT UK, il bat Wolfgang malgré les tentatives d'interventions de la part des frères Coffey. Le 19 décembre à NXT UK, il perd contre Joe Coffey.
Le 10 avril à NXT UK, il bat Kassius Ohno.
Le 24 janvier 2020 il bat Brian Kendrick et se qualifie pour un match pour le championnat cruserweight

## Palmarès
- Attack! Pro Wrestling
  - 1 fois Attack! 24:7 Championship

- Fight Club: Pro
  - Infinity Tournament (2016)
  - 1 fois FCP World Championship

- Impact Pro Wrestling
  - 2 fois IPW New Zealand Heavyweight Championship
  - 1 fois Armageddon Cup Championship

- Lucha Forever
  - 1 fois Lucha Forever Championship

- New Zealand Wide Pro Wrestling
  - 1 fois NZWPW Tag Team Championship avec J.C. Star

- Progress Wrestling
  - 1 fois Progress World Championship[18]
  - Super Strong Style 16 (2017)

- Revolution Pro Wrestling
  - 1 fois Undisputed British Tag Team Championship avec Chris Brookes

- What Culture Pro Wrestling
  - Pro Wrestling World Cup: Rest of the World Tournament (2017) avec Angélico
  - 1 fois WCPW Internet Champion

## Récompenses de magazines
| 2017 | 2018 |
| ---- | ---- |
| 135  | 67   |